# Сэйерс, Дороти Ли

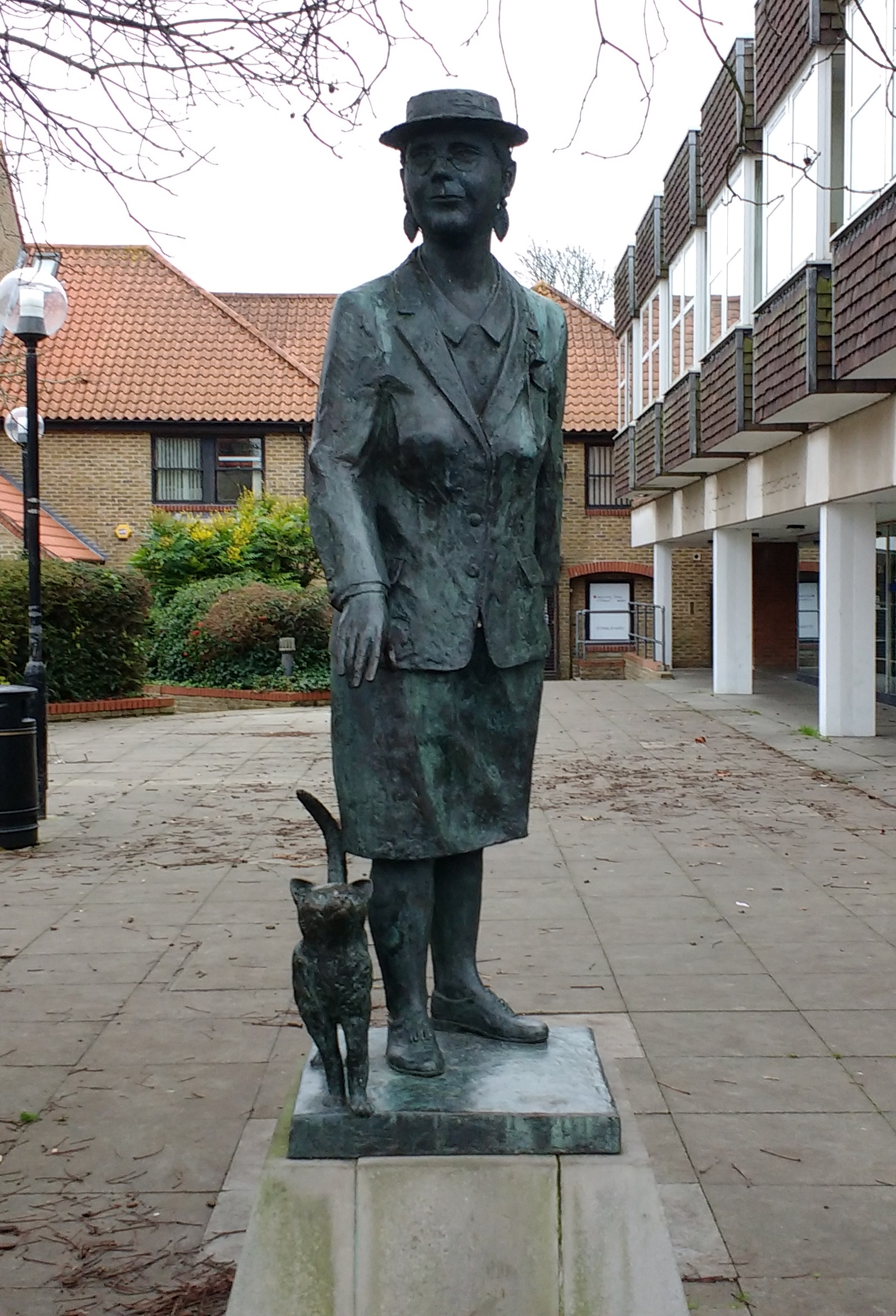
Бронзовая статуя Дороти Л. Сэйерс, скульптор Джон Даблдей. Расположен на Ньюленд-стрит, Уитэм, Англия.

Дороти Ли Сэйерс (англ. Dorothy Leigh Sayers; 13 июня 1893 — 17 декабря 1957) — английская писательница, филолог, драматург и переводчик. В России наиболее известна благодаря детективным романам. Участвовала в основании британского Детективного клуба. Одна из первых женщин, получивших учёную степень в Оксфорде. Создательница Питера Уимзи. Была близкой подругой Люси Маллесон.

## Биография
Родилась в Оксфорде в семье англиканского священника, ректора соборной певческой школы при церкви Христа (англ. Christ Church) преподобного Генри Сэйерса (ум. 1928). Получила начальное образование в частной школе Годольфин, в Солсбери, (графство Уилтшир), затем в Сомервиль-колледже в Оксфорде. В 1915 году она окончила колледж со степенью бакалавра французского языка, а в 1920 получила степень магистра, став таким образом одной из первых женщин, удостоенных учёной степени в Оксфорде.
По окончании Колледжа Дороти Сэйерс некоторое время работала корректором в университетском издательстве Блэквелл, затем преподавала в Эколь де Рош в Нормандии. В 1922 по 1929 она работала в лондонском рекламном агентстве Бенсонс в качестве автора рекламных текстов.
Литературная карьера Дороти Сэйерс началась в 1916 публикацией сборника стихов под названием «Op I». В 1923 она опубликовала свой первый детективный роман под названием «Чьё тело?» (Whose Body?), в котором впервые появляется главный герой её одиннадцати детективных романов и множества рассказов, аристократ и сыщик-любитель, лорд Питер Уимзи. Роман принёс ей успех, и в двадцатые годы за ним последовали «Тучи свидетелей» (Clouds of Witness, 1926), «Неестественная смерть» (The Unnatural Death, 1927), «Неприятность в Беллона-клубе» (The Unpleasantness at the Bellona Club, 1928).
В плане личной жизни двадцатые годы были для Дороти Сэйерс периодом бурным, о котором впоследствии она вспоминала с неохотой. В 1922 она увлеклась неким Биллом Уайтом, продавцом машин, от которого в 1924 у неё родился внебрачный сын, Джон Энтони (ум. 1984). Учитывая нравы эпохи, рождение ребёнка держалось в тайне, кроме того, Дороти не желала омрачать старость родителей, которых, вероятно, поведение дочери бы разочаровало. Джон Энтони был вверен попечению кузины Дороти, Айви Шримптон. Дороти Сэйерс долгое время поддерживала сына материально, чему служила её работа у Бенсонс и растущий финансовый успех её книг. В 1926 Дороти Сэйерс вышла замуж за Освальда Артура Флеминга — журналиста, бывшего офицера и разведённого отца двоих детей. Позже они усыновили Джона Энтони, которому, однако, не довелось жить под одной крышей с приёмными родителями. Известно также, что Дороти Сэйерс отказывалась признать своё биологическое материнство всю жизнь.
К 1929 её материальное положение упрочилось настолько, что она смогла оставить работу у Бенсонс и посвятить всё своё время литературному творчеству. Тогда же, объединившись с Агатой Кристи, Г. К. Честертоном и Рональдом Ноксом, Дороти Сэйерс стала одной из основательниц Детективного клуба, члены которого регулярно собирались для обсуждения тем, связанных с детективной прозой.
Детективные романы 1930-х гг. отражают многие черты личного опыта Дороти Сэйерс. В 1930 вышел «Сильный яд» (Strong Poison), в котором впервые появляется главный женский персонаж, надолго поселившийся в романах Сэйерс — писательница детективных романов Гарриет Вэйн, чьи непростые отношения с лордом Питером Уимзи составляют эмоциональный фон нескольких более поздних романов: «Где будет труп» (Have His Carcase, 1932), «Возвращение в Оксфорд» (Gaudy Night, 1935), «Медовый месяц в улье» (Busman’s Honeymoon, 1937) — и новеллы «Толбойз» (Talboys, 1942). Многие критики считали мисс Вэйн alter ego автора, а лорда Питера — воплощением «идеального мужчины», каким представляла его себе Дороти Сэйерс. Романы «Уимзи-Вэйн» отличаются не только продуманной интригой, но и более пристальным вниманием к контексту происходящих событий и к внутреннему миру персонажей. То же можно сказать о романах тридцатых годов, в которых Гарриет Вэйн не фигурирует: «Убийству нужна реклама» (Murder Must Advertise, 1933), «Отпуск палача» (Hangman’s Holiday, 1933), «Девять портных» (The Nine Tailors, 1934) и др. Один из романов с лордом Питером Уимзи, «Престолы, господства» (Thrones, Dominations) был отложен Сэйерс в 1938 г. и завершён только в 1998 г. писательницей Джил Пэтон Уолш. Кроме того, во время Второй мировой войны в журнале The Spectator публиковались «Письма семейства Уимзи», на основе которых Уолш написала роман «Презумпция смерти» (A presumption of death), вышедший в 2002 году.
Другой детективный цикл, созданный Дороти Сэйерс в тридцатые годы, состоит из одиннадцати рассказов, в которых в качестве главного героя фигурирует коммивояжёр и сыщик-любитель Монтэгю Эгг. В соавторстве с Робертом Юстэсом Сэйерс также написала единственный роман без лорда Питера Уимзи — «Следственные документы» (The Documents in the Case, 1930).
В тридцатые годы Дороти Сэйерс обратилась также к драматургии. «Медовый месяц в улье» изначально представлял собой пьесу, премьера которой состоялась в декабре 1936. Это единственная детективная пьеса Сэйерс; подзаголовок к ней гласил: «Лирическая драма с детективными отступлениями», так как главная тема пьесы — отношения между лордом Питером Уимзи и Гарриет Вэйн, и этой теме очевидным образом подчинена детективная интрига. Лишь впоследствии телекомпания Би-Би-Си поставила фильмы по большей части детективных романов Сэйерс.
Драматургия Дороти Сэйерс во многом основана на её религиозных взглядах. Хорошо знакомая с кругом инклингов, и связанная личной дружбой со многими из его членов, она была активной прихожанкой и принадлежала к Англиканской Церкви. В 1937 в ходе Кентерберийского фестиваля была поставлена первая религиозная пьеса Сэйерс («Ревность по доме Твоем», The Zeal of Thy House). За ней последовали ещё шесть пьес, последняя из которых называется «Император Константин», The Emperor Constantine (1951).
Особую известность Дороти Сэйерс принёс цикл из двенадцати радиопьес под названием «Человек, рождённый на царство» (The Man Born to be King). Цикл был заказан и поставлен Би-Би-Си в 1941—1942, несмотря на шквал критики, обрушившийся на автора со всех сторон: атеисты считали пьесу христианской пропагандой, тогда как христиане заявляли, что вверить роль Христа актёру — богохульство. Кроме того, многих смущало то, что герои этих пьес, включая Христа, использовали разговорный английский язык, тогда как большая часть публики привыкла слушать и читать Евангелия в переводе Библии Короля Иакова, на языке возвышенном и литературном. Это было сделано Сэйерс сознательно, так как она считала, что сегодня восприятие Евангелия затрудняется обманчивой «знакомостью» речей, событий и персонажей, и что задача христианской пьесы на евангельские темы — максимально приблизить их к зрителю или слушателю. Несмотря на критику, или благодаря ей, цикл оказался успехом. Архиепископ Кентерберийский, Уильям Темпл считал пьесы Сэйерс «одним из мощнейших инструментов, когда-либо вложенных в руки Церкви».
Как и многие инклинги, Дороти Сэйерс считала, что проповедовать Евангелие — долг писателя-христианина в современном мире. В апреле 1938 главный редактор «Санди Таймс» предоставил ей такую возможность, предложив написать статью для выпуска, который должен был выйти в Вербное воскресенье. Так появилась статья под названием «Величайшая драма: Символ веры христианского мира» (The Greatest Drama Ever Staged is the Official Creed of Christendom). Другая статья, «Догмат есть драма» (The Dogma is the Drama) вышла в том же месяце в «Записках Св. Мартина» (St. Martin’s Review). Таким образом было положено начало многолетней деятельности Дороти Сэйерс в области христианской апологетики и популяризации богословия.
В 1940 издатель Сэйерс, Виктор Голанц предложил ей написать эссе на военную тему. Писательница откликнулась 152-страничной книгой под названием «Начни здесь» (Begin Here). Эта и последовавшие за ней в послевоенный период книги дают представление о христианском мировоззрении Сэйерс. Одна из самых известных — «Дух творчества» (The Mind of the Maker, 1941), где проводится аналогия между человеческим и божественным творческим процессом. Сэйерс также много писала на темы образования, так как, по её мнению, именно образование — краеугольный камень критического отношения к действительности. Среди других её апологетических работ — «Благодарю тебя, Господи» (Lord, I Thank Thee, 1943), «Непопулярные мнения» (Unpopular Opinions, 1946), «Символ или хаос, и другие эссе на темы популярного богословия» (Creed or Chaos? And Other Essays in Popular Theology, 1947).
В сороковые и пятидесятые годы Дороти Сэйерс также много путешествовала, читая лекции в университетских аудиториях, и активно участвовала в жизни её лондонского прихода, Св. Фомы-Св. Анны, церковным старостой которого она стала в 1952.
В этот период центром её интересов стала академическая и переводческая деятельность. В 1950 Сэйерс получила степень доктора филологических наук (Litt.D) в университете Дарема. В числе её переводов — «Тристан в Бретани» (Tristan in Brittany, Being Fragments of the Romance of Tristan, Written in the Twelfth Century by Thomas the Anglo-Norman, 1929) и «Песнь о Роланде» (1957). Главной же её переводческой работой несомненно был перевод «Божественной комедии» Данте. В 1949 был опубликован перевод «Ада», в 1955 вышло в свет «Чистилище». Работа вызвала самые разнообразные, порой диаметрально противоположные оценки. Многие[кто?] считали этот перевод слишком свободным, недостаточно близким к оригинальному тексту. Однако Умберто Эко в своей книге Mouse or Rat?: Translation as Negotiation (2003) отмечает его высокое литературное качество, добавляя, что из всех англоязычных переводов принадлежащий Сэйерс «лучший с точки зрения хотя бы частичного сохранения одиннадцатисложного размера и рифмы». Так или иначе, текст вышел в издательстве «Пингвин» и неоднократно перепечатывался. Число его читателей оценивается[кем?] в два миллиона.
17 декабря 1957 года внезапная смерть от сердечной недостаточности прервала работу Сэйерс над переводом «Рая». Позже этот перевод был завершён её коллегой и подругой Барбарой Рейнольдс.